# Сирія в російсько-українській війні
Після початку російського вторгнення в Україну в 2022 році рядом гуманітарних організацій, міжнародних ЗМІ та офіційних представників держав було зроблено заяви як про опосередковану, так і про безпосередню участь Сирії у війні на боці Росії.

## Взаємодія Сирії з Російською Федерацією в 2014-2021 рр.

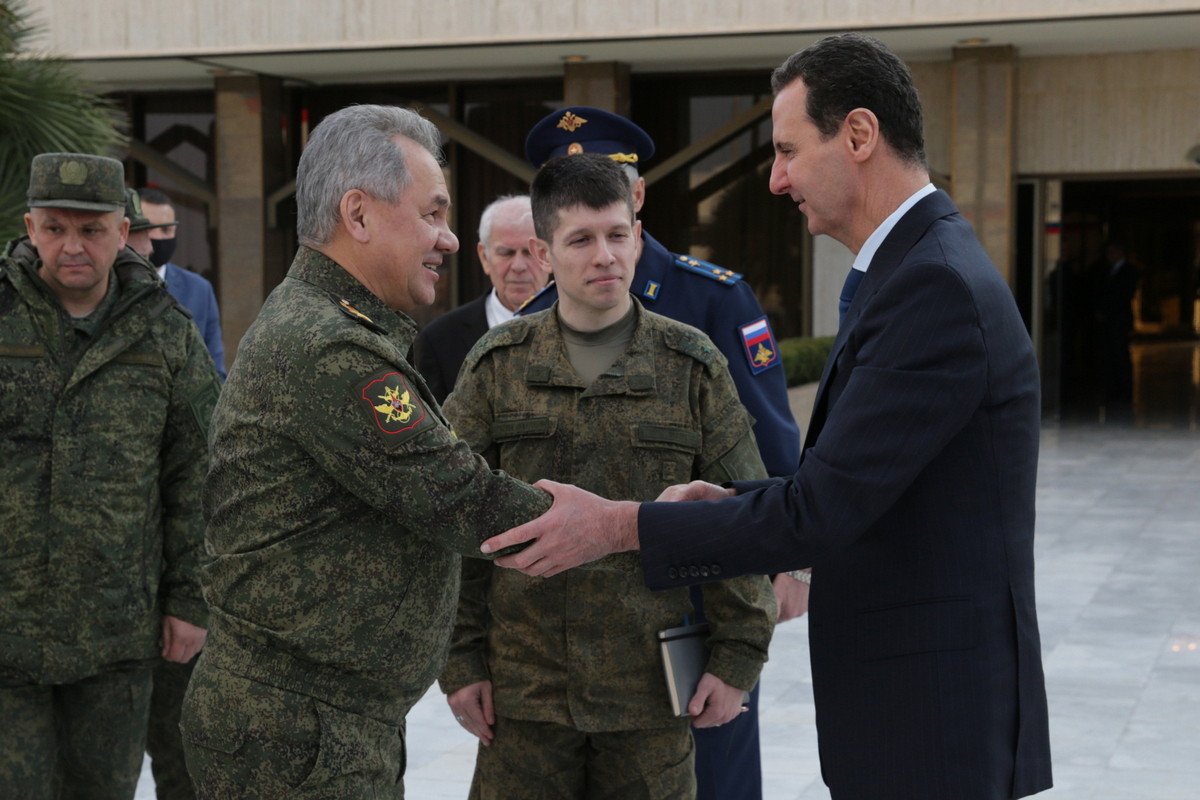
Міністр оборони РФ Сергій Шойгу та президент САР Башар Асад у Дамаску 15 лютого 2022 року

У березні 2014 року під час початку тимчасової російської окупації Криму, президент Сирії Башар Асад підтримав дії Путіна. У Генеральній Асамблеї ООН Сирія проголосувала за визнання так званого «кримського референдуму», увійшовши в число країн, які підтримали Росію.
Росія брала участь у громадянській війні в Сирії на боці режиму Башара Асада з вересня 2015. Вона разом з Іраном допомогла уряду Асада зберегти владу в країні. За цей час Москва тричі оголошувала про закінчення операції в Сирії та виведення контингенту, проте продовжувала участь у бойових діях. Асадовська Сирія 29 червня 2022 року визнала незалежність ДНР і ЛНР, після чого між Україною та САР були офіційно розірвані дипломатичні відносини. Також щодо Сирії Україною було запроваджено торгове ембарго.

## Участь сирійських підрозділів у повномасштабному вторгненні
У перші дні російського вторгнення в Україну в російських державних ЗМІ почали з'являтися повідомлення про сирійських добровольців — телеканал Міністерства оборони РФ «Зірка» у своєму сюжеті заявив, що понад 16 тисяч сирійських військових записалися до добровольчого загону збройних сил РФ для відправки на Україну. Російські ЗМІ стверджували, що сирійці почуваються у боргу перед Росією, яка допомогла їм у громадянській війні, і готові таким чином відплатити цей борг. Водночас, за даними розслідування Арабської служби Бі-бі-сі, 80% сирійських бійців були готові воювати «буквально заради шматка хліба» — за оцінками різних міжнародних організацій, після 11 років громадянської війни понад 60% населення Сирії — близько 12 млн. людина - зіткнулися з голодом. Різні джерела оцінювали плату обіцяну сирійським бійцям сумами від 600 доларів США  до 1200 євро.
За даними Сирійського центру моніторингу за дотриманням прав людини (SOHR) 260 офіцерів 25-ї дивізії спеціального призначення, бригади Аль-Кудс, батальйонів БААС і 5-го добровольчого штурмового корпусу Сирійських арабських збройних сил, що знаходяться в 2 березня. року брали участь у розвідувальному турі на схід України. Після їхнього повернення активізувалися курси військової підготовки для сирійців, які вирішили стати найманцями в обмін на фінансові стимули. За даними українського уряду та SOHR на кінець березня 2022 року, у різних містах Сирії, включаючи Дамаск, Ракку та Алеппо, з ініціативи Росії вже деякий час діяли 14 центрів з набору бійців. За даними SOHR на 1 квітня групи сирійських найманців пройшли інтенсивні курси військової підготовки під наглядом десятків російських офіцерів, офіцерів режиму Ассада та проурядових командирів і були готові до відправки на східну Україну з метою участі у війні на російській стороні, проте SOHR та Арабська служба бі-сі не змогли підтвердити інформацію про їх перекидання. Водночас The New York Times, посилаючись на свої джерела, заявила про прибуття до Росії щонайменше 300 сирійців для відправки на війну з Україною. За даними видання, вони були солдатами одного з підрозділів сирійської армії, який співпрацював з російськими військовослужбовцями під час війни в Сирії, і пройшли перевірку сирійськими і російськими спецслужбами і приступили до підготовки перед відправкою на Україну. Згідно з даними української розвідки, SOHR та Інституту вивчення війни (ISW), центром зусиль Росії з передислокації сирійців стала російська авіабаза в Хмеймімі.
На початку квітня вже глава Міноборони РФ Сергій Шойгу доповідав президенту РФ Володимиру Путіну про заявки, що надійшли, від 16 тисяч сирійських добровольців готових воювати в Україні на боці Росії. У той же час, за даними SOHR на 27 липня, чисельність завербованих сирійських «найманців» становила 2000 бійців, вони перебували в Росії і не брали участі в бойових діях — найбільшою перешкодою для їхньої участі в перших рядах бойових дій стало незнання російської мови. У свою чергу офіційні особи США та джерела «Голосу Америки» серед місцевих активістів вже до кінця квітня відзначали приєднання незначної кількості сирійських найманців до російської армії на українському фронті, а позаштатний радник Офісу Президента України Олексій Арестович, в одному зі своїх інтерв'ю на початку червня розповів про атаку на російську базу в Чкалово, під час якої загинуло не менше 200 російських військовослужбовців, включаючи арабів, імовірно з Сирії - за його словами це був перший підтверджений випадок участі арабів у бойових діях на боці Росії. 15 вересня джерела SOHR підтвердили, що деякі сирійські «найманці» вже перебували на сході України — їхнє завдання полягало у захисті своїх позицій. 21 вересня джерела SOHR повідомили, що сотні бійців 25-ї дивізії спеціального призначення почали брати участь у бойових діях у районах, що утримуються Росією, на сході України — бійці цього підрозділу говорять російською після проходження військових курсів у Росії в 2021 році. 4 жовтня SOHR повідомив про загибель 5 бійців 25-ї дивізії у боях на північному сході Херсонської області.
У грудні 2024 року, повстанці скинули режим Башара Асада. 11 грудня стало відомо, що сирійські повстанці, ймовірно, отримували допомогу від України, зокрема, українська розвідка начебто відправила близько 20 досвідчених операторів БпЛА та 150 дронів до штаб-квартири повстанців в Ідлібі для підтримки.

## Протидія сирійській участі з боку третіх країн

### Дії у юридичному полі

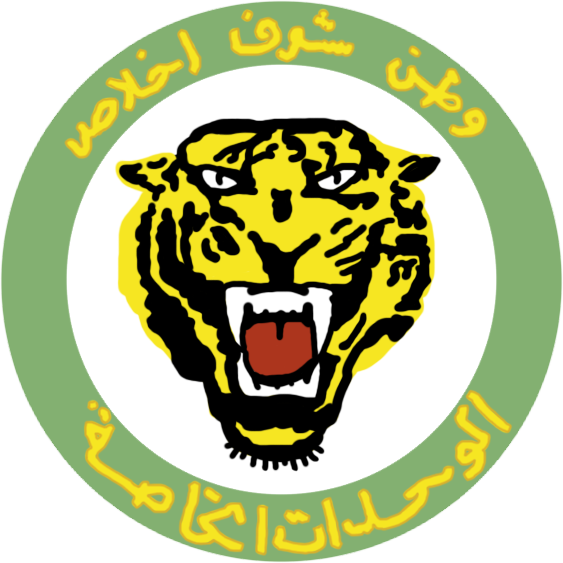
Шверон 25-ї дивізії спеціального призначення САА

Європейський Союз, через те, що сирійський режим надає підтримку, у тому числі військову, неспровоковану та невиправдану військову агресію Росії проти України, 21 липня 2022 року ввів санкції проти 10 фізичних та 2 юридичних осіб із Сирії, причетних до вербування сирійських найманців для бойових дій в Україні разом із російськими військами. До цих санкцій також приєдналися Албанія, Боснія та Герцеговина, Ісландія, Ліхтенштейн, Норвегія, Північна Македонія, Україна та Чорногорія 26 липня Сполучене Королівство запровадило санкції проти 5 громадян Сирії, а також сирійської компанії, яка, на думку британського уряду, співпрацювала з ПВК «Ваґнер».

### Практичні дії
У перший день повномасштабного вторгнення 24 лютого 2022, троє сирійських солдатів було вбито під час ізраїльського авіаудару недалеко від Дамаска.
23 квітня 2022 року Туреччина тимчасово закрила свій повітряний простір для російських цивільних та військових літаків із пунктами призначення в Сирії.
За даними низки ЗМІ та SOHR Військово-повітряні сили Ізраїлю в липні, вересні та жовтні 2022 року завдали ударів по заводах поблизу Дамаска, які збирали іранські дрони. За даними ЗМІ, також було знищено запас БпЛА, можливо, призначених для поставок РФ.